# كارمين كولومب
كارمين كولومب هي مصممة مطبوعات كندية، ولدت في 1946، وتوفيت في 24 يناير 2008.